# Ремсън
Ремсън (на английски: Remsen) е град в централната част на Съединените американски щати, част от окръг Плимът в щата Айова. Населението му е около 1 700 души (2010).
Разположен е на 405 метра надморска височина в Големите равнини, на 49 километра североизточно от Су Сити и на 100 километра югоизточно от Сиукс Фолс. Селището е основано през 1876 година и получава официален статут през 1885 година, като носи името на Уилям Ремсън Смит, лекар и едър земевладелец от Су Сити.

## Известни личности
Родени в Ремсън
- Джаред Хоуман (р. 1983), баскетболист